# 布赖恩·贝尔
布赖恩·贝尔（英語：Brian Bell，1989年2月24日—），阿拉巴马州人，美国男子篮球运动员。他曾代表美国参加2016年和2020年夏季残疾人奥林匹克运动会轮椅篮球比赛，获得二枚金牌。